# Bitwa pod Tetzcoco
Bitwa pod Tetzcoco – starcie zbrojne, które miało miejsce podczas podboju Meksyku przez Hiszpanów w 1520, na wschodnim wybrzeżu jeziora Texcoco, na przedpolach dzisiejszego miasta Texcoco (poprawna forma to również bitwa o Texcoco). Siły hiszpańskie w sile 100 żołnierzy, wyposażone w broń palną i konie nieznane Aztekom, zostały pokonane.

## Przyczyny porażki
Jedną z przyczyn porażki z Aztekami było nieodpowiednie ustawienie słabego taboru Tlaxcalteków.
Podczas bitwy oni zostali zaatakowani jako pierwsi i poszli w rozsypkę. Po stracie 50 Hiszpanów generał Garaj wycofał się, nie chcąc doprowadzić do większych strat.